# Raelene Boyle
Raelene Ann Boyle, AM, MBE, (Melbourne, Victoria, 24 de junho de 1951), é uma antiga atleta australiana, especialista em provas de velocidade.
Representou o seu país em três edições consecutivas dos Jogos Olímpicos, obtendo três medalhas de prata.